# Pere Borrell del Caso

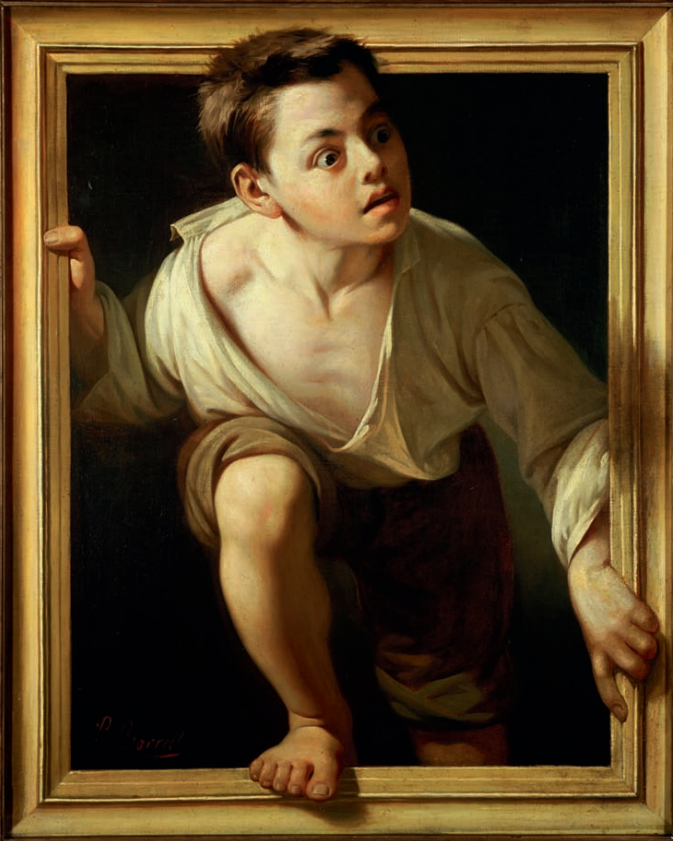
Fuyant la critique, Madrid (1874).

Pere Borrell del Caso, né à Puigcerdà le 13 décembre 1835 et mort le 16 mai 1910 à Barcelone, est un peintre, un aquarelliste et un graveur catalan principalement connu pour son tableau en trompe-l'œil, Fuyant la critique.

## Biographie
Né dans la ville de Puigcerdà, en Cerdagne, Pere Borrell del Caso est peintre de portraits  et de scènes religieuses, avec une certaine influence des Nazaréens. Ses portraits furent pratiquement tous détruits pendant la Guerre d'Espagne.
À deux occasions, il se voit proposer une chaire à l'école de la Llotja et dans les deux cas, il rejette la proposition, préférant créer une académie indépendante.
Il a influencé, grâce à cette académie, Romà Ribera, Ricard Canals  (1876 - 1931), Adrià Gual (1872-1943) et Xavier Nogués (1873 - 1940), entre autres.

## Œuvres
- Fuyant la critique (1874), collection Banco de España, Madrid
- Paysage des Pyrénées avec des moutons
- Vieille Femme catalane
- Personnage derrière une barrière.